# Альбрехт, Владимир Янович
Влади́мир Я́нович А́льбрехт (род. 20 февраля 1933, Москва, РСФСР, СССР) — советский диссидент.

## Биография
Сын «врага народа» Яна Вильгельмовича Альбрехта, расстрелянного в 1938 году.
Математик, писатель, автор известного сочинения «Как быть свидетелем» (1976), распространявшегося в самиздате, секретарь московского отделения «Международной амнистии» (1975—1981), политзаключённый (1983—1987).
С 1988 года по настоящее время Альбрехт живёт в США; учредил «Премию Альбрехта».

## Система ПЛОД
Альбрехт известен как автор концепции ПЛОД, описанной в его книге «Как быть свидетелем», доступной на многих сайтах.
Согласно системе ПЛОД свидетель может не отвечать на вопрос в четырёх случаях:
- Когда его нет в протоколе — принцип «П»;
- Когда сам вопрос фактически превращает лично его, свидетеля, в подозреваемого — принцип «Л»;
- Когда вопрос не имеет отношения к делу или «слишком по делу», то есть наводящий — принцип «О»;
- Когда он недопустим по соображениям морали — принцип «Д».

Согласно автору, принцип «П» отвергает то, чего нет в протоколе, а все следующие за ним — отвергают то, чему не место в протоколе.
Каждое из этих четырёх требований включает предыдущие. Вопрос, ставящий свидетеля в положение подозреваемого, — принцип «Л» — можно трактовать как вопрос, не имеющий отношения к делу, — принцип «О». А можно считать, что он недопустим по соображениям морали, — принцип «Д». Отказываясь от показаний, допрошенные становились обвиняемыми, то есть они поступали в соответствии с принципом «Л» или «Д».
Допрос подозреваемого в качестве свидетеля недопустим. Если свидетель подозревался в преступлении, он мог мотивировано отказаться от ответа, например от показаний, кому принадлежит изъятое при обыске. Согласно Альбрехту, немотивированный отказ является стилем уголовного мира, отвергающего принципы нормального правосудия, и выгоден следователю: он упрощает его работу и стимулирует перевод свидетеля в разряд обвиняемого.
В обвинительном заключении по уголовному делу № 57912/17-83 по обвинению Альбрехта Владимира Яновича о его работе «Как быть свидетелем» сказано «… Нельзя не отметить некоторую тщательность литературной обработки рукописи, наличие моментов злобного цинизма и антисоветской сатиры, что делает рукопись ещё более привлекательной для лиц, находящихся в длительных конфликтах с правоохранительными органами».
В 2000 году В. Альбрехт вёл «вечера». 18—19 декабря 2001 года выступил на конференция в Москве, приуроченной к 25-летию симпозиума «Еврейская культура в СССР: состояние и перспективы».
Альбрехт участвовал в сборнике «Сорок лет диссидентского правозащитного движения в России» (2005). В 2007 году подписал обращение в поддержку политзаключённых России.

### Положительные мнения о системе
Некоторые авторы отмечают последовательность системы ПЛОД, которая позволяет противостоять фальсификации политических дел, формально не отказываясь от дачи показаний. М. М. Молоствов пишет: «Скажут, пожалуй, что в XXI веке в России не ожидаются гонения на инакомыслящих, да и по другим статьям будут судить в соответствии с буквой и духом закона. Прения сторон, гласность и прочее… Всё так. Понятен соблазн „в надежде правды и добра глядеть на вещи без боязни“. Но ИСТОРИЧЕСКАЯ ПАМЯТЬ требует НЕ ОБОЛЬЩАТЬСЯ. У Машины Управления, предсказанной Францем Кафкой и представленной Набоковым, колоссальная сила инерции. Одолеть её можно, лишь умело защищая свои права. Этому искусству учит нас Владимир Альбрехт. Спасибо ему».
Г. О. Павловский отмечает: «Альбрехт был кодификатором одной из процедур, сумма которых составила „технологию достоинства личности“ в СССР 60—80 гг. Эти процедуры удерживали человеческую среду-носительницу альтернативы, государство в государстве».
Подход Альбрехта в отношениях со следствием эффективен не только для защиты от серьёзных обвинений в антигосударственной деятельности, но и в бытовых вопросах.

### Негативные мнения о системе
Система Альбрехта требует определённой тренировки и выдержки; в связи с этим некоторые авторы отвергают его подход
и считают категорический отказ от дачи показаний единственно приемлемым решением.